# Beautiful Jim Key

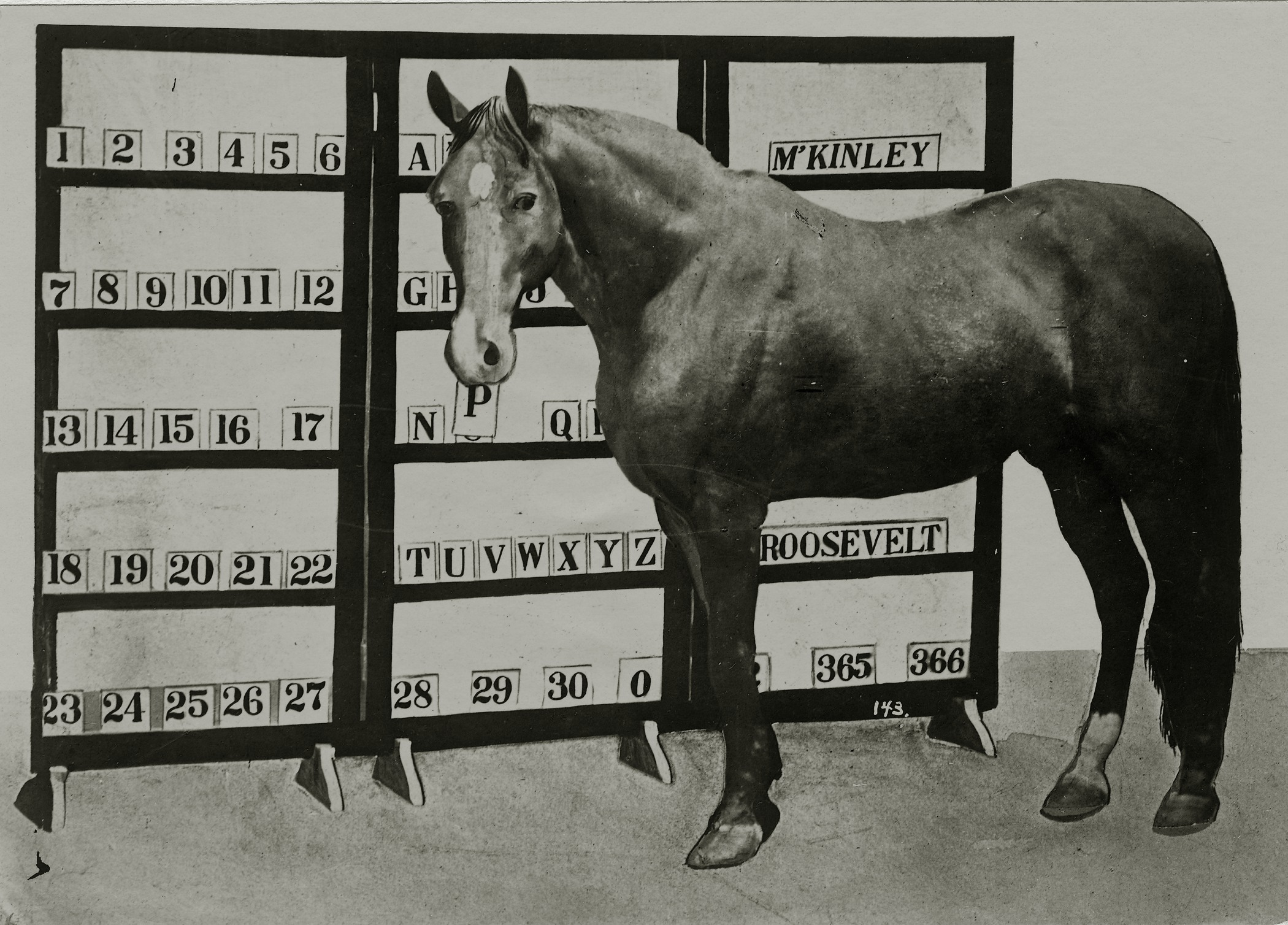
Jim Key à l'Exposition universelle de 1904

Beautiful Jim Key (le beau Jim Key en français) est un cheval de scène devenu célèbre au début du XXe siècle. Ses promoteurs affirment que ce cheval peut lire et écrire, rendre la monnaie avec de l'argent, résoudre de l'arithmétique pour « les nombres inférieurs à trente » et citer des passages bibliques « où le cheval est mentionné ». Son entraîneur, "Dr." William Key, est un ancien esclave, un vétérinaire autodidacte et un vendeur de médicaments brevetés. Key a souligné n'avoir utilisé que de sa patience et sa gentillesse pour enseigner à son cheval, sans jamais faire usage d'un fouet.
Ce cheval est devenu une célébrité grâce à sa promotion progressive par A. R. Rogers. Il s'est produit dans de grandes salles, d'Atlantic City jusqu'à Chicago, et a été nommé membre honoraire de l′American Humane Association de George Thorndike Angell.

## Spectacles

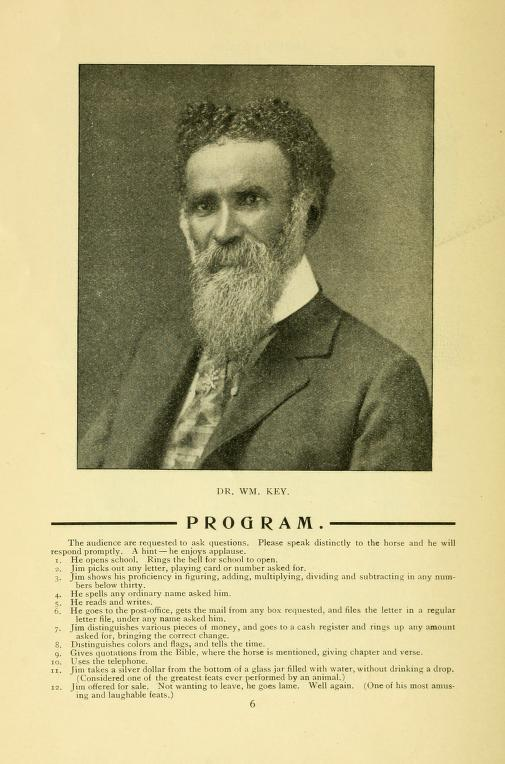
Un programme d'événements, avec une image de l'entraîneur du cheval, William Key

Beautiful Jim Key et son entraîneur parcourent périodiquement les États-Unis à bord d'un wagon spécial pour promouvoir la cause, alors nouvelle, des droits des animaux. Ils se sont produits dans des salles de spectacle dans la plupart des grandes villes américaines, notamment au Madison Square Garden de New York. Ce cheval figure parmi les attractions les plus populaires de l'Exposition universelle de Saint-Louis de 1904. Beautiful Jim Key était censé être suffisamment intelligent pour pouvoir calculer des problèmes mathématiques, peut-être même de trigonométrie.
Le président William McKinley a vu Beautiful Jim Key se produire lors d'une exposition au Tennessee, et a déclaré : « C'est l'exposition la plus étonnante et la plus divertissante à laquelle j'ai jamais assisté. » Le président a également déclaré qu'il s'agissait d'un exemple de ce que « la douceur et la patience » peuvent accomplir.